# Журавли
Журавли (срп. Ждралови) је једна од најпозатијих руских пјесама о Другом свјетском рату.
Током своје посјете Хирошими, дагестански пјесник Расул Гамзатов, био је импресиониран Меморијалним парком мира и спомеником јапанској дјевојчици Садако Сасаки. 
Сјећање на папирне ждралове, које је пред своју смрт направила ова јапанска дјевојчица, прогонили су га мјесецима и инспирисали су га да напише пјесму са сада познатим почетним стиховима, који у слободном преводу гласе: „Чини ми се, понекад, да наши војници који се са крвавих поља нису вратили, нису у земљу полегли, већ су се претворили у бијеле ждралове...“ Пјесму је Расул Гамзатов оригинално написао на аварском језику. 
Руски пјесник и преводилац Наум Гребњов превео је пјесму на руски језик.
Објављивање пјесме у часопису Новый Мир (срп. Нови свијет), привукло је пажњу Марка Бернеса, који је прилагодио текст пјесме, те замолио Јана Френкела да за пјесму компонује музику. Пјесма, у извођењу Бернеса, премијерно је изведена 1969. године и од тада је постала једна од најпознатијих пјесама на руском језику у читавом свијету.
Напослетку, бијели ждралови постали су симбол палих бораца, те се налазе представљени на великом број споменика у бившем Совјетском Савезу. На неким од споменика се налазе и цитати из саме пјесме.

## Тривиа
- Енглески пјевач Марк Алмонд снимио је енглеску верзију пјесме „The Storks“ на албуму „Heart On Snow“ 2003. године.